# 沙河王
沙河王是安徽界首出产的一种白酒，源于同治年间当地成立的“南六合糟坊”和“北六合糟坊”，之后一直被当地人统称“双合糟坊”；1949年8月当局合并这两家私人酒坊成立国营沙河酒厂。沙河王乃以高粱、小麦、大麦、豌豆等为原料，经破碎混蒸后摊凉、分层加曲、续糟入池发酵等老五甑传统工艺酿成的浓香型白酒。1990年代辉煌时期曾为安徽省内第二大白酒企业，后酒厂陷入困境停产，2007年7月先后被数家私企收购、转手，现已降为安徽白酒中的三流梯队，在省内也只剩约1%的市场占有率。